# 4 × 50 meter mixed medley vid världsmästerskapen i kortbanesimning 2024
4 × 50 meter mixed medley vid världsmästerskapen i kortbanesimning 2024 avgjordes den 11 december 2024 i Donau Arena i Budapest i Ungern.
Guldet togs av Neutral Athletes B efter ett lopp på 1 minut och 35,36 sekunder, vilket blev ett nytt Europarekord. Silvret togs av Kanada och bronset togs av USA.

## Rekord
Inför tävlingens start fanns följande världs- och mästerskapsrekord:
|                   | Nation | Tid     | Ort                   | Datum            |
| ----------------- | ------ | ------- | --------------------- | ---------------- |
| Världsrekord      | USA    | 1.35,15 | Melbourne, Australien | 14 december 2022 |
| Mästerskapsrekord | USA    | 1.35,15 | Melbourne, Australien | 14 december 2022 |

## Resultat

### Försöksheat
Försöksheaten startade klockan 11:07.
| Placering | Heat | Bana | Nation                  | Simmare | Tid     | Noteringar |
| --------- | ---- | ---- | ----------------------- | --- | ------- | ---------- |
| 1         | 6    | 7    | Kanada                  | Kylie Masse (26,06) Finlay Knox (26,26) Ilya Kharun (21,06) Ingrid Wilm (23,88)                                           | 1.37,26 | 0Q0        |
| 2         | 5    | 5    | Sverige                 | Louise Hansson (26,12) Daniel Kertes (25,67) Sara Junevik (24,55) Elias Persson (20,94)                                   | 1.37,28 | 0Q0        |
| 3         | 5    | 8    | USA                     | Shaine Casas (22,87) AJ Pouch (26,33) Alex Shackell (25,04) Alex Walsh (23,26)                                            | 1.37,50 | 0Q0        |
| 4         | 3    | 2    | Australien              | Iona Anderson (26,06) Joshua Yong (26,08) Matthew Temple (22,06) Meg Harris (23,57)                                       | 1.37,77 | 0Q0, 0AR0  |
| 5         | 4    | 3    | Japan                   | Kaiya Seki (23,50) Taku Taniguchi (25,32) Mizuki Hirai (25,26) Yume Jinno (24,10)                                         | 1.38,18 | 0Q0        |
| 6         | 5    | 7    | Neutral Athletes B      | Pavel Samusenko (23,13) Oleg Kostin (25,94) Darja Klepikova (25,61) Darja Trofimova (23,62)                               | 1.38,30 | 0Q0        |
| 7         | 6    | 4    | Italien                 | Lorenzo Mora (23,28) Ludovico Viberti (25,90) Silvia Di Pietro (24,91) Chiara Tarantino (24,23)                           | 1.38,32 | 0Q0        |
| 8         | 5    | 4    | Nederländerna           | Kira Toussaint (26,48) Koen de Groot (25,97) Thomas Verhoeven (22,18) Milou van Wijk (23,84)                              | 1.38,47 | 0Q0        |
| 9         | 4    | 4    | Storbritannien          | Oliver Morgan (23,63) Angharad Evans (29,41) Joshua Gammon (22,58) Eva Okaro (23,42)                                      | 1.39,04 | R          |
| 10        | 1    | 4    | Neutral Athletes A      | Anastasija Sjkurdaj (26,73) Ilja Sjymanovitj (25,42) Grigorij Pekarski (21,87) Anastasija Kuljasjova (25,05)              | 1.39,07 | R          |
| 11        | 3    | 5    | Spanien                 | Carmen Weiler (26,80) Carles Coll (25,70) Mario Mollá (22,37) María Daza (24,24)                                          | 1.39,11 |            |
| 12        | 6    | 3    | Norge                   | Markus Lie (23,65) Nicholas Lia (25,98) Hedda Øritsland (25,60) Mari Moen (23,91)                                         | 1.39,14 |            |
| 13        | 2    | 2    | Kroatien                | Nikola Miljenić (23,37) Meri Mataja (29,69) Jana Pavalić (25,74) Jere Hribar (20,36)                                      | 1.39,16 |            |
| 14        | 2    | 4    | Kina                    | Wang Gukailai (23,53) Qin Haiyang (25,91) Lu Xingchen (26,04) Liu Shuhan (23,89)                                          | 1.39,37 |            |
| 15        | 6    | 5    | Estland                 | Ralf Tribuntsov (23,11) Eneli Jefimova (28,93) Daniel Zaitsev (21,90) Maria Romanjuk (25,77)                              | 1.39,71 |            |
| 16        | 4    | 1    | Polen                   | Ksawery Masiuk (24,11) Jan Kałusowski (26,21) Paulina Peda (25,69) Katarzyna Wasick (23,72)                               | 1.39,73 |            |
| 17        | 2    | 1    | Sydkorea                | Kim Seung-won (27,40) Choi Dong-yeol (26,03) Jeong So-eun (26,31) Ji Yu-chan (20,38)                                      | 1.40,12 |            |
| 18        | 4    | 5    | Finland                 | Ronny Brännkärr (24,09) Davin Lindholm (26,37) Laura Lahtinen (25,48) Fanny Teijonsalo (24,21)                            | 1.40,15 |            |
| 19        | 5    | 3    | Ungern                  | Ádám Jászó (23,91) Olivér Gál (27,12) Lora Komoróczy (25,32) Petra Senánszky (24,04)                                      | 1.40,39 |            |
| 20        | 4    | 7    | Sydafrika               | Jessica Thompson (27,16) Michael Houlie (25,67) Caitlin de Lange (26,40) Kris Mihaylov (22,09)                            | 1.41,32 | 0AR0       |
| 21        | 3    | 8    | Hongkong                | Hayden Kwan (24,00) Man Wui Kiu (31,25) Tam Hoi Lam (25,73) Ian Ho (20,52)                                                | 1.41,50 |            |
| 22        | 5    | 6    | Slovakien               | Martin Perečinský (24,97) Andrea Podmaníková (30,59) Tamara Potocká (25,09) Matej Duša (21,15)                            | 1.41,80 |            |
| 23        | 6    | 8    | Kazakstan               | Xeniya Ignatova (27,84) Adelaida Pchelintseva (30,22) Adilbek Mussin (22,56) Gleb Kovalenya (21,58)                       | 1.42,20 |            |
| 24        | 4    | 8    | Island                  | Guðmundur Leó Rafnsson (24,90) Snorri Dagur Einarsson (27,11) Jóhanna Elín Guðmundsdóttir (27,03) Vala Dís Cicero (25,02) | 1.44,06 |            |
| 25        | 2    | 3    | Thailand                | Saovanee Boonamphai (28,37) Jenjira Srisaard (30,03) Surasit Thongdeang (24,16) Pongpanod Trithan (22,61)                 | 1.45,17 |            |
| 26        | 5    | 2    | Dominikanska republiken | Elizabeth Jiménez (28,41) Josué Domínguez (26,79) Javier Núñez (23,85) Darielys Ortiz (26,53)                             | 1.45,58 |            |
| 27        | 2    | 8    | Filippinerna            | Metin Junior Jason Mahmutoglu (24,56) Xiandi Chua (32,92) Chloe Isleta (26,48) Adrian Eichler (22,60)                     | 1.46,56 |            |
| 28        | 2    | 6    | Namibia                 | Jessica Humphrey (28,50) Ronan Wantenaar (26,27) Oliver Durand (24,77) Molina Smalley (27,09)                             | 1.46,63 |            |
| 29        | 5    | 1    | Kenya                   | Imara Bella Patricia Thorpe (28,96) 0NR0 Haniel Kudwoli (28,77) Stephen Nyoike (24,94) Sara Mose (24,96)                  | 1.47,63 | 0NR0       |
| 30        | 6    | 6    | Uganda                  | Tendo Kaumi (27,40) Tendo Mukalazi (28,48) Kirabo Namutebi (28,94) Gloria Muzito (24,41)                                  | 1.49,23 |            |
| 31        | 1    | 5    | Kirgizistan             | Elizaveta Pecherskikh (28,59) Denis Petrashov (26,80) Daniil Mistriukov (26,71) Aiymkyz Aidaralieva (27,54)               | 1.49,64 |            |
| 32        | 6    | 2    | Albanien                | Grisi Koxhaku (25,95) Stella Gjoka (32,86) Kaltra Meca (28,81) Reidi Resuli (22,47)                                       | 1.50,09 |            |
| 33        | 1    | 2    | Jamaica                 | Leanna Wainwright (29,05) Sidrell Williams (30,69) Jessica Calderbank (27,40) Nathaniel Thomas (23,03)                    | 1.50,17 |            |
| 34        | 2    | 7    | Moldavien               | Chirill Chirsanov (26,05) Constantin Malachi (27,60) Anastasia Basisto (28,75) Natalia Zaiteva (28,31)                    | 1.50,71 |            |
| 35        | 3    | 4    | Samoa                   | Kaiya Brown (31,89) Kokoro Frost (30,50) Paige Schendelaar-Kemp (27,35) Hector Langkilde (22,38)                          | 1.52,12 |            |
| 36        | 3    | 1    | Nordkorea               | Kim Sol-song (31,55) Kim Won-ju (29,83) Kim Ryong-hyon (25,48) Pak Mi-song (25,49)                                        | 1.52,35 |            |
| 37        | 3    | 3    | Madagaskar              | Idealy Tendrinavalona (30,28) Jonathan Raharvel (28,01) Baritiana Andriampenomanana (28,16) Antsa Rabejaona (26,23)       | 1.52,68 |            |
| 38        | 6    | 1    | Jordanien               | Adnan Al-Abdallat (28,52) Amro Al-Wir (27,58) Tara Al-Oul (28,96) Karin Belbeisi (28,37)                                  | 1.53,43 |            |
| 39        | 1    | 3    | Nordmarianerna          | Piper Raho (31,06) Kouki Cerezo Watanabe (30,08) Taiyo Akimaru (26,07) Maria Corazon Ayson Batallones (28,05)             | 1.55,26 |            |
| 40        | 1    | 6    | Maldiverna              | Mohamed Rihan Shiham (29,02) Hamna Ahmed Meral Ayn Latheef Mohamed Aan Hussain                                            | 0DSQ0   | 0DSQ0      |
| 40        | 4    | 2    | Peru                    | Joaquín Vargas (25,64) Anthony Puertas (28,96) Alexia Sotomayor (27,14) Rafaela Fernandini                                | 0DSQ0   | 0DSQ0      |
| 40        | 2    | 5    | Kap Verde               | | 0DNS0   | 0DNS0      |
| 40        | 3    | 7    | Bahamas                 | | 0DNS0   | 0DNS0      |
| 40        | 4    | 6    | Mongoliet               | | 0DNS0   | 0DNS0      |

### Final
Finalen startade klockan 19:06.
| Placering | Bana | Nation             | Simmare                                                                                      | Tid     | Noteringar |
| --------- | ---- | ------------------ | -------------------------------------------------------------------------------------------- | ------- | ---------- |
| 1         | 7    | Neutral Athletes B | Miron Lifintsev (22,39) Kirill Prigoda (24,94) Arina Surkova (24,43) Darja Trofimova (23,60) | 1.35,36 | 0ER0       |
| 2         | 4    | Kanada             | Kylie Masse (25,87) Finlay Knox (25,53) Ilya Kharun (20,73) Ingrid Wilm (23,81)              | 1.35,94 |            |
| 3         | 3    | USA                | Shaine Casas (22,85) Michael Andrew (25,29) Regan Smith (24,90) Katharine Berkoff (23,16)    | 1.36,20 |            |
| 4         | 6    | Australien         | Isaac Cooper (22,68) Joshua Yong (25,87) Alexandria Perkins (24,61) Meg Harris (23,62)       | 1.36,78 | 0AR0       |
| 5         | 1    | Italien            | Lorenzo Mora (22,85) Simone Cerasuolo (25,75) Silvia Di Pietro (25,04) Sara Curtis (23,16)   | 1.36,80 |            |
| 6         | 5    | Sverige            | Louise Hansson (26,07) Daniel Kertes (25,48) Sara Junevik (24,49) Elias Persson (21,01)      | 1.37,05 |            |
| 7         | 2    | Japan              | Kaiya Seki (23,04) Taku Taniguchi (25,21) Mizuki Hirai (25,07) Yume Jinno (23,97)            | 1.37,29 | 0AR0       |
| 8         | 8    | Nederländerna      | Maaike de Waard (26,38) Caspar Corbeau (25,51) Tessa Giele (25,13) Nyls Korstanje (20,45)    | 1.37,47 |            |